# 土井利順
土井 利順（どい としゆき）は、江戸時代後期の下総国古河藩の世嗣。官位は従五位下・主膳正。

## 略歴
美濃国大垣藩主・戸田氏庸の次男として誕生した。戸田家時代の初名は庸猷（つねみち）、後に庸達（つねみち）。
文政11年（1828年）10月28日、古河藩主・土井利位の養子となる。文政12年（1829年）11月5日、11代将軍・徳川家斉に御目見する。同年12月16日、従五位下・主膳正に叙任する。天保9年（1838年）11月7日、病気のために廃嫡されて家督相続には至らなかった。その後、実家の戸田家に戻った。
なお、養父・利位の跡は次いで養子となった利亨が継いだ。